# 张大飞
张大飞（1918年6月16日—1945年5月18日），辽宁营口人。原名张乃昌，九一八事变后改名张大非，报考空军军官学校时又改名张大飞。中华民国空军飞行员。

## 家庭
张大飞原名张乃昌，为家中第四子，其父张凤岐在满洲国成立之初是沈阳警察局局长，因接济且私自放走了部分地下抗日工作者，1932年被日本人在广场浇油漆烧死。
1943年12月，张大飞与中学教师朱鸿影女士在云南昆明驻地结婚，后育有一女。

## 少年时期
1932年，其父亲惨遭日军杀害后，与弟弟妹妹连夜逃往营口投奔姑姑，改名张大非，进入一所教会办的中学，信奉了基督教。
1933年，时年15岁的张大非独自进关到北平投奔叔叔。
1934年，考入报国寺附近的国立中山中学（由齐邦媛之父齐世英等人为东北流亡学生创建）读初三。
1936年，华北危急，张大非随中山中学南迁至南京板桥镇，常受齐世英夫妇照顾，在此期间结识符保卢和齐邦媛。

## 青年经历
1937年底，19岁的张大非随中山中学自南京西迁至汉口，身怀国仇家恨，报考空军军官学校后改名张大飞。
1938年初，张大飞如愿考入空军军官学校第十二期驱逐机科（与符保卢同期）。
1939年，张大飞完成入伍生教育，毕业后参加重庆上空的保卫战。
1941年，张大飞被派往美国陆军第六高级军官航校深造，成为第一批赴美受训的中国空军飞行员。
1942年夏，张大飞归国，入选飞虎队，后加入中美混合大队，历任空军第三大队28中队队员，第四大队22中队飞行员，第十一大队41中队、第28中队分队长，升至中尉三级。
1945年5月18日，豫西鄂北会战期间，张大飞率领第三大队第28中队P-51战机四架从陕西安康基地飞赴河南信阳炸射地面日军，和日本零战驱逐机遭遇发生空战，为掩护友机中弹牺牲。生前有战绩十八次。奉颁二等宣威奖章、三等复兴荣誉勋章，追赠空军上尉。
1945年7月，张大飞生前的遗物（1938年至1944年间与齐邦媛通讯的一百多封信）由云南的第十四航空队寄送至齐邦媛家（张大飞的战时通信地址之一）。